# A. J. Hinch
Andrew Jay Hinch (né le 15 mai 1974 à Waverly, Iowa, États-Unis) est ancien joueur et manager américain de baseball. 
En tant que joueur, il évolue à la position de receveur de 1998 à 2004. À 34 ans, il est nommé gérant des Diamondbacks de l'Arizona, qu'il dirige en 2009 et 2010. Il est nommé manager des Astros de Houston de la Ligue majeure de baseball en 2015, équipe qu'il mène à leur premier titre de la Série mondiale en 2017. 
En 2020, à la suite du scandale du vol de signaux des Astros de Houston et les révélations de tricherie à son encontre, il est suspendu par la ligue et est remercié par l'organisation des Astros.

## Carrière de joueur
A. J. Hinch est repêché à trois reprises par des équipes du baseball majeur. Il ne signe pas de contrat avec les deux premiers clubs à le sélectionner, repoussant les offres des White Sox de Chicago, qui en font leur choix de deuxième ronde en 1992, et des Twins du Minnesota, qui le choisissent au troisième tour en 1995. En juin 1996, Hinch est repêché en troisième ronde par les Athletics d'Oakland, avec qui il débute dans les majeures le 1er avril 1998.
À sa saison recrue en 1998, le jeune receveur dispute 120 parties des Athletics et frappe neuf coups de circuit, totalise 35 points produits et obtient 78 coups sûrs. Il ne joue en revanche que 76 matchs pour Oakland en 1999 et ne peut élever sa moyenne au bâton au-dessus de ,215. Il ne joue que six matchs pour les A's durant la saison 2000 et passe en janvier suivant aux Royals de Kansas City dans une transaction à trois équipes impliquant aussi les Devil Rays de Tampa Bay et dans laquelle de nombreux joueurs, notamment Johnny Damon, changent de camp.
Hinch est le receveur réserviste à Kansas City en 2001 et 2002. Il dispute quelques parties pour les Tigers de Detroit en 2003 et les Phillies de Philadelphie en 2004 avant de mettre fin à sa carrière.
A. J. Hinch dispute au total 350 parties sur sept saisons dans les majeures. Sa moyenne au bâton en carrière est de ,219 avec 209 coups sûrs dont 32 circuits, 112 points produits et 104 points marqués.

## Carrière de dirigeant

### Diamondbacks de l'Arizona
Hinch est directeur du développement des joueurs chez les Diamondbacks de l'Arizona après sa carrière de joueur. Le 8 mai 2009, il devient à l'âge de seulement 34 ans le 5e manager de l'histoire des Diamondbacks, lorsqu'il remplace Bob Melvin, qui n'avait mené l'équipe qu'à douze victoires dans les 29 premiers matchs de la saison. Arizona ne fait guère mieux par la suite, terminant la saison 2009 en cinquième et dernière place de la division Ouest de la Ligue nationale avec 70 victoires et 92 défaites, à 25 parties des champions, les Dodgers de Los Angeles.
Il est néanmoins à barre du club pour l'amorce de la saison 2010. Après 79 parties, les D-Backs ont 31 victoires et 48 défaites. Hinch est congédié le 1er juillet, malgré une victoire la veille, et est remplacé comme gérant par Kirk Gibson. Au moment du congédiement de Hinch, l'équipe d'Arizona est dernière dans la division Ouest à 15 parties de meneurs et terminera avec Gibson la saison au dernier rang.
La fiche victoires-défaites de A. J. Hinch comme manager des Diamondbacks est de 89-123 pour une pourcentage de victoires de ,420 en 212 parties.

### Padres de San Diego
Engagé en septembre 2010 par les Padres de San Diego, il est vice-président du recrutement et assistant du directeur-gérant et demeure à l'emploi de ce club jusqu'en août 2014.

### Astros de Houston
Le 29 septembre 2014, Hinch devient le 18e gérant de l'histoire des Astros de Houston. Il succède à Tom Lawless, qui assurait l'intérim après le congédiement de Bo Porter le 1er septembre 2014. Il hérite d'un club en profonde reconstruction mais riche en jeunes talents, qui vient de connaître 6 saisons perdantes de suite et a encaissé 92 défaites en 2014. À sa première saison, il mène les Astros à une saison de 86 victoires et 76 défaites, ainsi qu'une qualification comme meilleur deuxième et une première présence en 10 ans en éliminatoires.